# Phytomastax quighaiensis
Phytomastax quighaiensis är en insektsart som beskrevs av Yin, X.-c. 1984. Phytomastax quighaiensis ingår i släktet Phytomastax och familjen Eumastacidae. Inga underarter finns listade i Catalogue of Life.